# Altella
Genre
Synonymes
- Amphissa O. Pickard-Cambridge, 1882 nec Adams & Adams, 1853
- Altellela Miller, 1949

Altella est un genre d'araignées aranéomorphes de la famille des Argyronetidae.

## Distribution
Les espèces de ce genre se rencontrent en écozone paléarctique occidentale.

## Liste des espèces
Selon World Spider Catalog (version 26, 10/07/2025) :
- Altella aussereri Thaler, 1990
- Altella biuncata (Miller, 1949)
- Altella caspia Ponomarev, 2008
- Altella conglobata Dyal, 1935
- Altella hungarica Loksa, 1981
- Altella lucida (Simon, 1874)
- Altella media Wunderlich, 1992
- Altella opaca Simon, 1911
- Altella orientalis Balogh, 1935
- Altella pygmaea Wunderlich, 1992
- Altella uncata Simon, 1885

## Systématique et taxinomie
Amphissa O. Pickard-Cambridge, 1882 préoccupé par Amphissa Adams & Adams, 1853 est remplacé par Altella par Simon en 1885. Il est placé dans les Argyronetidae par Montana, Cala-Riquelme, Crews, Gorneau, Al-Jamal, Alequín, Spagna, Ballarin et Esposito en 2025.
Altellela a été placé en synonymie par Lehtinen en 1967.

## Publications originales
- Simon, 1885 : « Arachnides nouveaux d'Algérie. » Bulletin de la Société Zoologique de France, vol. 9, p. 321-327 (texte intégral).
- O. Pickard-Cambridge, 1882 : « Notes on British spiders, with descriptions of three new species and characters of a new genus. » Annals and Magazine of Natural History, sér. 5, vol. 9, p. 1-17 (texte intégral).